# Anabasis truncata
Anabasis truncata là loài thực vật có hoa thuộc họ Dền. Loài này được (Schrenk) Bunge mô tả khoa học đầu tiên năm 1862.